# Muscle petit pectoral
Le muscle petit pectoral est un muscle pair de la région antérieure du thorax et de la ceinture scapulaire.

## Description
Le muscle petit pectoral est un muscle profond situé sous le muscle grand pectoral.
Il est mince, aplati et triangulaire.

## Origine
Le muscle petit pectoral nait par trois languettes de la face antérieure et du bord supérieur des 3e, 4e et 5e côtes, près du cartilage costal.

## Trajet
Les fibres se réunissent en une lame musculaire triangulaire dont le sommet est situé en haut et en dehors pointant vers le processus coracoïde.
Il participe avec les muscles grand pectoral et subclavier à la paroi antérieure de la fosse axillaire.

## Insertion
Le muscle petit pectoral se termine sur le bord médial de la portion horizontale du processus coracoïde de la scapula.

## Innervation
Le muscle petit pectoral est innervé par le nerf pectoral médial (racines C8-T1).

## Action
Le muscle petit pectoral est :
- inspirateur profond accessoire (augmentation du volume thoracique).
- plaque la scapula contre le gril costal (abducteur).
- tire la scapula vers l'avant (anté-pulseur).
- abaisse la scapula.
- rotateur médial de la scapula (contre bascule 30°).

## Galerie

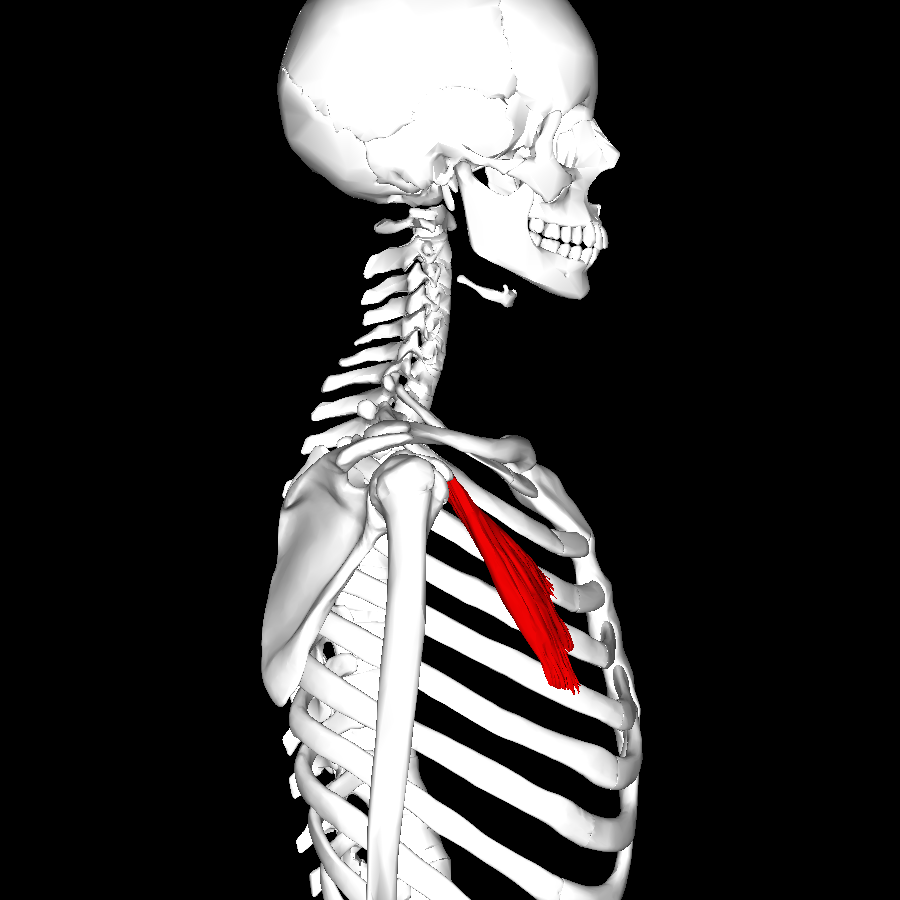
Vue latérale.
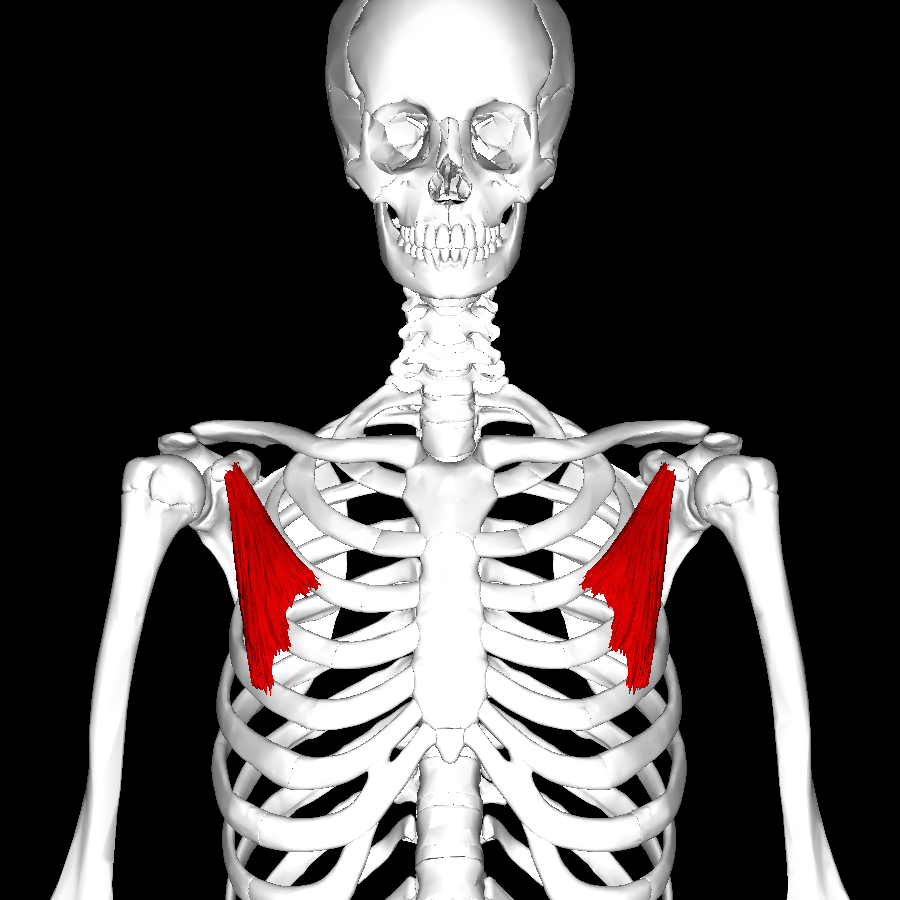
Vue antérieure
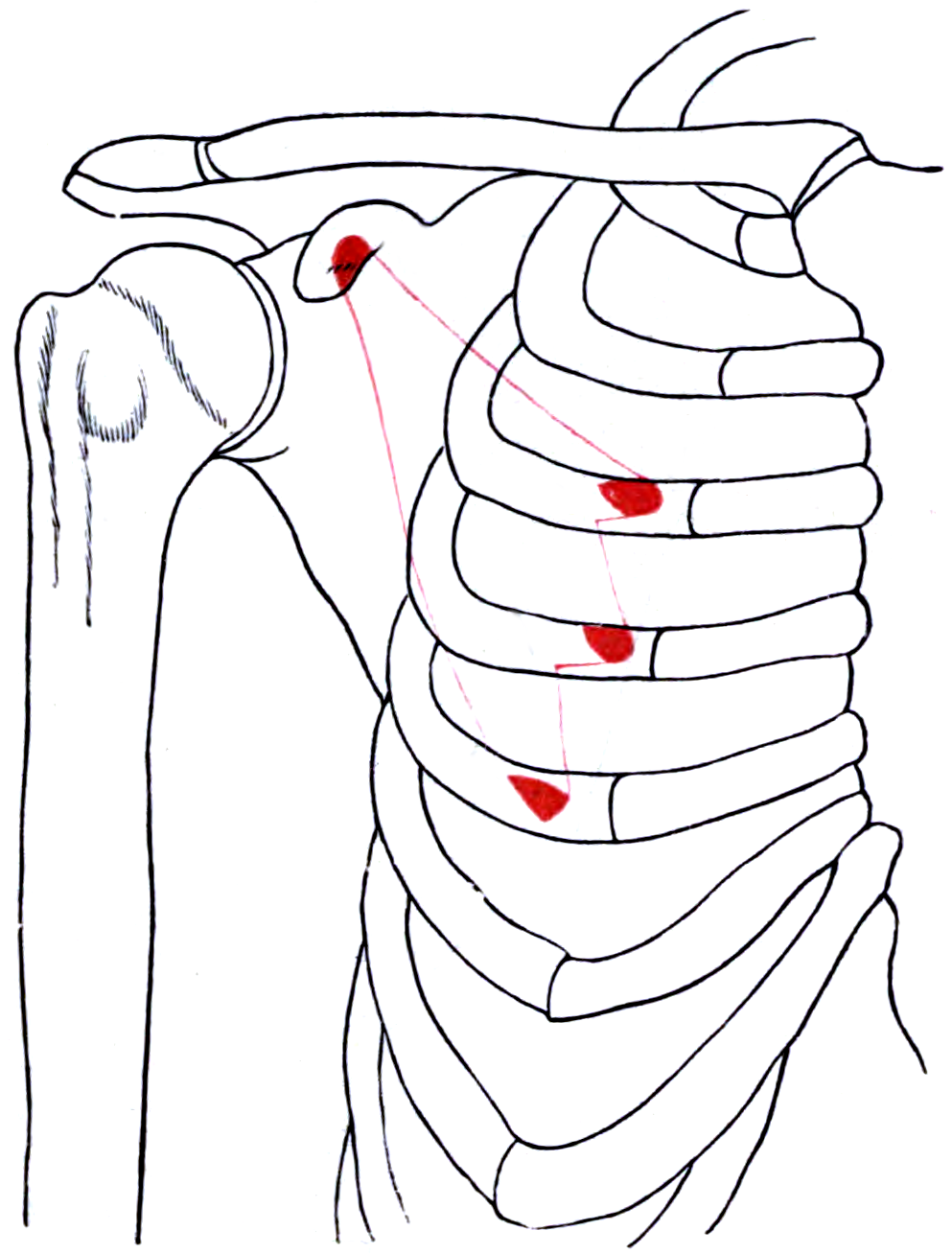
Insertions du muscle petit pectoral
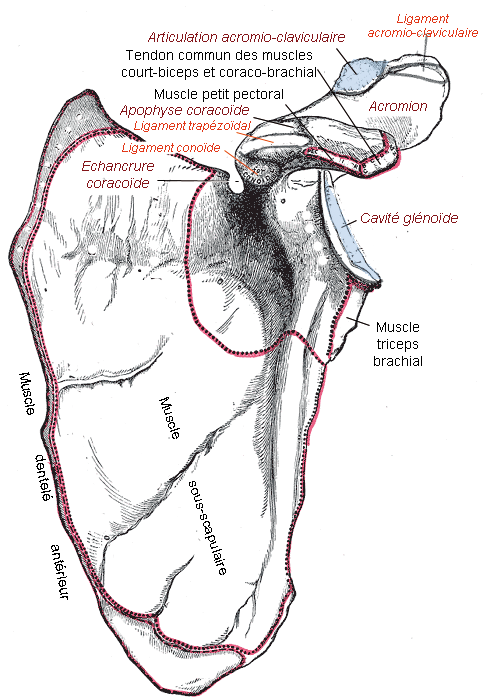
Insertion scapulaire du muscle petit pectoral